# 別爾別尼齊
50°26′40″N 32°59′56″E / 50.44444°N 32.99889°E
別爾別尼齊（烏克蘭語：Бербениці）是位於烏克蘭中部波爾塔瓦州裏米爾霍羅德區的村莊，始建於1643年，面積4.46平方公里，海拔高度125米，2001年人口506。